# Frankrijk op de Olympische Zomerspelen 1968
Frankrijk nam deel aan de Olympische Zomerspelen 1968 in Mexico-Stad, Mexico. In tegenstelling tot de vorige editie werd dit keer weer een gouden medaille gewonnen.

## Medailleoverzicht
| Sport            | Olympiër(s)                                                                     | Onderdeel                     | Medaille |
| ---------------- | ------------------------------------------------------------------------------- | ----------------------------- | -------- |
| Atletiek         | Colette Besson                                                                  | 400m (v)                      | Goud     |
| Paardensport     | Jean-Jacques Guyon                                                              | eventing individueel          | Goud     |
| Schermen         | Gilles Berolatti Jacques Dimont Jean-Claude Magnan Christian Nöel Daniel Revenu | floret team (m)               | Goud     |
| Wielersport      | Daniel Morelon                                                                  | sprint (m)                    | Goud     |
| Wielersport      | Pierre Trentin                                                                  | tijdrit (m)                   | Goud     |
| Wielersport      | Daniel Rébillard                                                                | individuele achtervolging (m) | Goud     |
| Wielersport      | Daniel Morelon Pierre Trentin                                                   | tandem (m)                    | Goud     |
| Paardensport     | Pierre Jonquères d'Oriola Janou Lefebvre Marcel Rozier                          | springconcours team           | Zilver   |
| Worstelen        | Daniel Robin                                                                    | -78kg vrije stijl (m)         | Zilver   |
| Worstelen        | Daniel Robin                                                                    | -78kg Grieks-Romeins (m)      | Zilver   |
| Atletiek         | Roger Bambuck Jocelyn Delecour< br> Gérard Fénouil Claude Piquemal              | 4x100m (m)                    | Brons    |
| Moderne vijfkamp | Raoul Gueguen Jean-Pierre Guidicelli Lucien Guiguet                             | team (m)                      | Brons    |
| Schermen         | Daniel Revenu                                                                   | floret (m)                    | Brons    |
| Wielersport      | Pierre Trentin                                                                  | sprint (m)                    | Brons    |
| Zwemmen          | Alain Mosconi                                                                   | 400m vrije slag (m)           | Brons    |

## Deelnemers en resultaten

### Atletiek
| Olympiër                                                                | Onderdeel                | Resultaat | Prestatie                                                                                            |
| ----------------------------------------------------------------------- | ------------------------ | --------- | --- |
| Roger Bambuck                                                           | 100m (m)                 | 5e        | serie 5: 1ste in 10,18 kwartfinale 2: 3de in 10,17 halve finale 1: 2de in 10,11 finale: 5de in 10,14 |
| Jocelyn Delecour                                                        | 100m (m)                 | 21e       | serie 9: 3de in 10,45 kwartfinale 4: 6de in 10,36                                                    |
| Gérard Fenouil                                                          | 100m (m)                 | 15e       | serie 8: 1ste in 10,42 kwartfinale 3: 4de in 10,31 halve finale 2: 7de in 10,40                      |
| Roger Bambuck                                                           | 200m (m)                 | 5e        | serie 6: 2de in 20,61 kwartfinale 4: 3de in 20,63 halve finale 1: 4de in 20,47 finale: 5de in 20,51  |
| Jacques Carette                                                         | 200m (m)                 | 25e       | serie 5: 2de in 20,97 kwartfinale 1: 6de in 21,15                                                    |
| Gilles Bertould                                                         | 400m (m)                 | 30e       | serie 7: 4de in 46,31 kwartfinale 3: 7de in 48,91                                                    |
| Jean-Claude Nallet                                                      | 400m (m)                 | 15e       | serie 5: 3de in 45,93 kwartfinale 4: 4de in 45,80 halve finale 2: 7de in 49,01                       |
| Christian Nicolau                                                       | 400m (m)                 | DNF       | serie 1: 3de in 45,77 kwartfinale 2: niet gestart                                                    |
| Jean-Pierre Dufresne                                                    | 800m (m)                 | 14e       | serie 1: 2de in 1.47,6 halve finale 1: 6de in 1.51,8                                                 |
| Gilles Sibon                                                            | 800m (m)                 | 26e       | serie 4: 5de in 1.50,8                                                                               |
| Jacky Boxberger                                                         | 1500m (m)                | 6e        | serie 3: 5de in 3.47,55 halve finale 1: 2de in 3.54,00 finale: 6de in 3.46,65                        |
| Claude Nicolas                                                          | 1500m (m)                | 23e       | serie 2: 4de in 3.59,35 halve finale 2: 11de in 4.04,47                                              |
| Jean Wadoux                                                             | 5000m (m)                | 9e        | serie 3: 1ste in 14.19,8 finale: 9de in 14.20,8                                                      |
| Marcel Duriez                                                           | 110m horden (m)          | 7e        | serie 5: 2de in 13,9 halve finale 2: 4de in 13,7 finale: 7de in 13,7                                 |
| Pierre Schoebel                                                         | 110m horden (m)          | 8e        | serie 1: 2de in 13,8 halve finale 1: 4de in 13,7 finale: 8ste in 14,0                                |
| Robert Poirier                                                          | 400m horden (m)          | 13e       | serie 4: 3de in 50,5 halve finale 2: 6de in 51,2                                                     |
| Guy Texereau                                                            | 3000m steeplechase (m)   | DNF       | serie 3: niet gefinisht                                                                              |
| Jean-Paul Villain                                                       | 3000m steeplechase (m)   | 9e        | serie 2: 1ste in 9.01,12 finale: 9de in 9.16,27                                                      |
| Roger Bambuck Jocelyn Delecour Gérard Fénouil Claude Piquemal           | 4x100m (m)               | Brons     | serie 2: 2de in 39,0 halve finale 1: 3de in 38,8 finale: 3de in 38,43                                |
| Jean-Claude Nallet Jacques Carette Gilles Bertould Jean-Pierre Boccardo | 4x400m (m)               | 8e        | serie 3: 3de in 3.04,69 finale: 8ste in 3.07,5                                                       |
| René Combes                                                             | marathon (m)             | DNF       | niet gefinisht                                                                                       |
| Guy Texereau                                                            | marathon (m)             | DNF       | niet gefinisht                                                                                       |
| Henri Delerue                                                           | 50km snelwandelen (m)    | 21e       | 4:57.40,2                                                                                            |
| Jean Cochard                                                            | verspringen (m)          | 33e       | kwalificatie groep B: 18de met 6,11m                                                                 |
| Jack Pani                                                               | verspringen (m)          | 7e        | kwalificatie groep A: 3de met 7,91m finale: 7de met 7,97m                                            |
| Gérard Ugolini                                                          | verspringen (m)          | 16e       | kwalificatie groep B: 6de met 7,75m finale: 16de met 7,44m                                           |
| Henry Elliott                                                           | hoogspringen (m)         | 18e       | kwalificatie groep A: 12de met 2,09m                                                                 |
| Robert Sainte-Rose                                                      | hoogspringen (m)         | 9e        | kwalificatie groep A: 8ste met 2,12m finale: 9de met 2,09m                                           |
| Hervé d'Encausse                                                        | polsstokhoogspringen (m) | 7e        | kwalificatie groep A: 1ste met 4,90m finale: 7de met 5,25m                                           |
| Arnjolt Beer                                                            | kogelstoten (m)          | 14e       | kwalificatie groep B: 4de met 18,72m                                                                 |
| Pierre Colnard                                                          | kogelstoten (m)          | 9e        | kwalificatie groep B: 1ste met 19,57m finale: 9de met 18,79m                                         |
| Charlemagne Anyamah                                                     | tienkamp (m)             | DNF       | niet gefinisht                                                                                       |
|                                                                         |                          |           | |
| Gabrielle Meyer                                                         | 100m (v)                 | 20e       | serie 2: 5de in 11,6 kwartfinale 4: 5de in 11,6                                                      |
| Sylviane Telliez                                                        | 100m (v)                 | 35e       | serie 1: 6de in 12,0                                                                                 |
| Nicole Montandon                                                        | 200m (v)                 | 5e        | serie 1: 3de in 23,3 halve finale 2: 4de in 23,0 finale: 5de in 23,0                                 |
| Sylviane Telliez                                                        | 200m (v)                 | 20e       | serie 5: 4de in 23,8                                                                                 |
| Colette Besson                                                          | 400m (v)                 | Goud      | serie 1: 1ste in 53,1 halve finale 1: 2de in 53,6 finale: 1ste in 52,0                               |
| Monique Noirot                                                          | 400m (v)                 | 11e       | serie 3: 4de in 53,6 halve finale 2: 7de in 54,2                                                     |
| Maryvonne Dupureur                                                      | 800m (v)                 | 8e        | serie 3: 1ste in 2.09,5 halve finale 2: 4de in 2.05,5 finale: 8ste in 2.08,2                         |
| Michèle Alayrangues Gabrielle Meyer Nicole Montandon Sylviane Telliez   | 4x100m (v)               | 8e        | serie 1: 4de in 44,3 finale: 8ste in 44,2                                                            |
| Ghislaine Barnay                                                        | hoogspringen (v)         | 9e        | kwalificatie groep B: 3de met 1,74m finale: 9de met 1,71m                                            |
| Nicole Denise                                                           | hoogspringen (v)         | 16e       | kwalificatie groep B: 7de met 1,68m                                                                  |
| Monique Bantégny                                                        | zevenkamp (v)            | 15e       | 4697 punten                                                                                          |

### Boksen
| Olympiër         | Onderdeel | Resultaat | Prestatie                                                                                  |
| ---------------- | --------- | --------- | ------------------------------------------------------------------------------------------ |
| Aldo Cosentino   | -54kg (m) | 9e        | 1ste ronde: vrij 2de ronde: W van SWE Fredriksson: 5-0 3de ronde: V van JPN Morioka: 1-4   |
| Jean-Paul Anton  | -57kg (m) | 17e       | 1ste ronde: V van KEN Waruinge: 0-5                                                        |
| Dominique Azzaro | -60kg (m) | 17e       | 1ste ronde: vrij 2de ronde: V van MEX Duran: scheidsrechterlijke beslissing                |
| Yvon Mariolle    | -67kg (m) | 17e       | 1ste ronde: vrij 2de ronde: V van HUN Gali: scheidsrechterlijke beslissing                 |
| Albert Menduni   | -71kg (m) | 17e       | 1ste ronde: V van DEN Larsen: 0-5                                                          |
| Bernard Malherbe | -81kg (m) | 5e        | 1ste ronde: vrij 2de ronde: W van GRE Alexopoulos: 4-1 kwartfinale: V van BUL Stankov: 0-5 |

### Gewichtheffen
| Olympiër            | Onderdeel | Resultaat | Prestatie                                                                                |
| ------------------- | --------- | --------- | ---------------------------------------------------------------------------------------- |
| Rolf Maier          | -75kg (m) | 9e        | drukken: 3de met 140kg trekken: 9de met 125kg stoten: 11de met 160kg totaal: 425kg       |
| Pierre Gourrier     | -90kg (m) | 10e       | drukken: 16de met 140kg trekken: 9de met 137,5kg stoten: 9de met 177,5kg totaal: 455kg   |
| Alfred Steiner      | -90kg (m) | DNF       | drukken: geen geldige poging                                                             |
| Jean-Paul Fouletier | +90kg (m) | 10e       | drukken: 6de met 167,5kg trekken: 3de met 152,5kg stoten: geen geldige poging            |
| Roger Levecq        | +90kg (m) | 11e       | drukken: 11de met 150kg trekken: 13de met 137,5kg stoten: 8ste met 190kg totaal: 477,5kg |

### Hockey
| Olympiër | Onderdeel | Resultaat | Prestatie |
| --- | --------- | --------- | --- |
| Jean-Paul Sauthier Jean-Claude Merkes Patrick Burtschell Gilles Verrier Marc Chapon Georges Corbel Claude Windal Stéphane Joinau Charles Pous Richard Dodrieux Jean-Paul Capelle Philippe Vignon Georges Grain Alain Pascarel Albert Vanpoulle Bernard Arlin Jean-Paul Petit Michel Windal | mannen    | 10e       | groep B: 5de G van Maleisië: 0-0 V van Pakistan: 0-1 V van Kenia: 0-2 W van Groot-Brittannië: 1-0 W van Australië: 1-0 V van Nederland: 0-1 V van Argentinië: 0-1 9-10de plek: V van België: 0-3 |

| Groep B |                  |             |             |             |             |            |            |            |        |
| #       | Land             | Wedstrijden | Wedstrijden | Wedstrijden | Wedstrijden | Doelpunten | Doelpunten | Doelpunten | Punten |
| #       | Land             | G           | W           | G           | V           | V          | T          | Saldo      | Punten |
| 1       | Pakistan         | 7           | 7           | 0           | 0           | 23         | 4          | +19        | 14     |
| 2       | Australië        | 7           | 4           | 1           | 2           | 12         | 5          | +7         | 9      |
| 3       | Kenia            | 7           | 4           | 1           | 2           | 11         | 6          | +5         | 9      |
| 4       | Nederland        | 7           | 4           | 0           | 3           | 11         | 11         | 0          | 8      |
| 5       | Frankrijk        | 7           | 2           | 1           | 4           | 2          | 5          | −3         | 5      |
| 6       | Groot-Brittannië | 7           | 2           | 1           | 4           | 6          | 8          | −2         | 5      |
| 7       | Argentinië       | 7           | 1           | 1           | 5           | 4          | 20         | −16        | 3      |
| 8       | Maleisië         | 7           | 0           | 3           | 4           | 2          | 12         | −10        | 3      |

| Ronde       | Datum       | Plaats     | Land | Score            | Land |
| ----------- | ----------- | ---------- | ---- | ---------------- | ---- |
| Groepsfase  |             |            |      |                  |      |
| 13 oktober  | Mexico-Stad | Frankrijk  | 0-0  | Maleisië         |      |
| 14 oktober  | Mexico-Stad | Pakistan   | 1-0  | Frankrijk        |      |
| 16 oktober  | Mexico-Stad | Kenia      | 2-0  | Frankrijk        |      |
| 17 oktober  | Mexico-Stad | Frankrijk  | 1-0  | Groot-Brittannië |      |
| 19 oktober  | Mexico-Stad | Frankrijk  | 1-0  | Australië        |      |
| 20 oktober  | Mexico-Stad | Nederland  | 1-0  | Frankrijk        |      |
| 21 oktober  | Mexico-Stad | Argentinië | 1-0  | Frankrijk        |      |
| 9-10 plaats |             |            |      |                  |      |
| 23 oktober  | Mexico-Stad | België     | 3-0  | Frankrijk        |      |

### Kanovaren
| Olympiër                                                       | Onderdeel     | Resultaat | Prestatie                                                                          |
| -------------------------------------------------------------- | ------------- | --------- | ---------------------------------------------------------------------------------- |
| Bernard Bouffinier Jean-François Millot                        | C-2 1000m (m) | 10e       | serie 1: 5de in 4.13,1 halve finale: 4de in 4.22,76                                |
| Jean Boudehen Albert Mayer Jean-Pierre Cordebois Claude Picard | K-4 1000m (m) | 11e       | serie 1: 4de in 3.22,6 herkansingen: 2de in 3.28,80 halve finale 3: 4de in 3.23,51 |

### Moderne vijfkamp
| Olympiër                                            | Onderdeel   | Resultaat | Prestatie    |
| --------------------------------------------------- | ----------- | --------- | ------------ |
| Jean-Pierre Giudicelli                              | individueel | 37e       | 4062 punten  |
| Raoul Gueguen                                       | individueel | 6e        | 4756 punten  |
| Lucien Guiguet                                      | individueel | 21e       | 4406 punten  |
| Jean-Pierre Giudicelli Raoul Gueguen Lucien Guiguet | team        | Brons     | 13289 punten |

### Paardensport
| Olympiër                                                           | Onderdeel   | Resultaat | Prestatie          |
| Eventing                                                           | Eventing    | Eventing  | Eventing           |
| ------------------------------------------------------------------ | ----------- | --------- | ------------------ |
| Jean-Jacques Guyon                                                 | individueel | Goud      | 38,86 strafpunten  |
| André le Goupil                                                    | individueel | 12e       | 107,26 strafpunten |
| Jean-Louis Martin                                                  | individueel | DNF       | niet gefinisht     |
| Jean Sarrazin                                                      | individueel | 32e       | 359,71 strafpunten |
| Jean-Jacques Guyon André le Goupil Jean-Louis Martin Jean Sarrazin | team        | 4e        | 505,83 strafpunten |
| Springconcours                                                     |             |           |                    |
| Pierre Jonquères d'Oriola                                          | individueel | 17e       | 28,50 strafpunten  |
| Janou Lefèbvre                                                     | individueel | 32e       | 20,00 strafpunten  |
| Marcel Rozier                                                      | individueel | 20e       | 11 strafpunten     |
| Pierre Jonquères d'Oriola Janou Lefèbvre                           | team        | Zilver    | 110,25 strafpunten |

### Roeien
| Olympiër                                                                        | Onderdeel       | Resultaat | Prestatie |
| ------------------------------------------------------------------------------- | --------------- | --------- | --- |
| Jean-Marc Porte Gilbert Vallanchon                                              | dubbel-twee (m) | 9e        | serie 3: 3de in 7.10,72 halve finale 1: 5de in 9.54,48 finale B: 3de in 7.08,49                               |
| Roger Chatelain Jean-Pierre Drivet                                              | twee-zonder (m) | 11e       | serie 1: 2de in 7.34,42 halve finale 2: 4de in 7.43,79 finale B: 5de in 7.37,64                               |
| Yves Fraisse Joseph Szostak Richard Lippi                                       | twee-met (m)    | 16e       | serie 2: 3de in 8.12,88 herkansingen: 5de                                                                     |
| Patrick Sellier Yvon Petit Michel Beissière Yannick Fave Patrick van den Brouck | vier-zonder (m) | 9e        | serie 2: 4de in 7.00,05 herkansingen: 3de in 6.44,06 finale B: 3de in 6.53,71                                 |
| Jean le Goff André Sloth Jean Freslon Jean-Pierre Grimaud Roger Jouy            | vier-met (m)    | 9e        | serie 3: 4de in 7.13,47 herkansingen: 2de in 7.05,48 halve finale 2: 5de in 7.14,05 finale B: 44de in 6.52,86 |

### Schermen
| Olympiër | Onderdeel       | Resultaat | Prestatie |
| --- | --------------- | --------- | --- |
| Jean-Pierre Allemand | degen (m)       | 6e        | 1ste ronde groep 9: 3de met 3 overwinningen 2de ronde groep 1: 2de met 4 overwinningen                                                               |
| Claude Bourquard | degen (m)       | 58e       | 1ste ronde groep 10: 5de met 2 overwinningen |
| Jacques La Degaillerie                                                                                                   | degen (m)       | 9e        | 1ste ronde groep 3: 3de met 2 overwinningen 2de ronde groep 6: 3de met 3 overwinningen                                                               |
| François Jeanne Claude Bourquard Yves Boissier Jacques La Degaillerie Jean-Pierre Allemand                               | degen team (m)  | 7e        | 1ste ronde groep 5: 2de met 2 overwinningen |
| Jean-Claude Magnan | floret (m)      | 5e        | 1ste ronde groep 4: 2de met 4 overwinningen 2de ronde groep 5: 3de met 3 overwinningen                                                               |
| Christian Noël | floret (m)      | 4e        | 1ste ronde groep 11: 2de met 3 overwinningen 2de ronde groep 3: 2de met 3 overwinningen                                                              |
| Daniel Revenu | floret (m)      | Brons     | 1ste ronde groep 8: 2de met 4 overwinningen 2de ronde groep 1: 1ste met 4 overwinningen                                                              |
| Jean-Claude Magnan Daniel Revenu Christian Noël Gilles Berolatti Jacques Dimont                                          | floret team (m) | Goud      | 1ste ronde groep 1: 1ste met 2 overwinningen |
| Claude Arabo | floret (m)      | 11e       | 1ste ronde groep 3: 1ste met 6 overwinningen 2de ronde groep 3: 2de met 3 overwinningen                                                              |
| Serge Panizza | floret (m)      | 7e        | 1ste ronde groep 1: 4de met 2 overwinningen 2de ronde groep 1: 4de met 3 overwinningen                                                               |
| Marcel Parent | floret (m)      | 10e       | 1ste ronde groep 2: 3de met 3 overwinningen 2de ronde groep 2: 3de met 3 overwinningen                                                               |
| Marcel Parent Claude Arabo Bernard Vallée Serge Panizza Jean-Ernest Ramez                                                | sabel team (m)  | 4e        | 1ste ronde groep 4: 1ste met 2 overwinningen kwartfinale: W van Polen: 9-2 halve finale: V van Sovjet-Unie: 4-9 bronzen finale: V van Hongarije: 5-9 |
| |                 |           | |
| Marie-Chantal Depetris-Demaille                                                                                          | floret (v)      | 5e        | 1ste ronde groep 2: 3de met 2 overwinningen 2de ronde groep 3: 4de met 2 overwinningen                                                               |
| Brigitte Gapais-Dumont                                                                                                   | floret (v)      | 4e        | 1ste ronde groep 6: 2de met 4 overwinningen 2de ronde groep 2: 3de met 3 overwinningen                                                               |
| Cathérine Rousselet-Ceretti                                                                                              | floret (v)      | Brons     | 1ste ronde groep 4: 3de met 3 overwinningen 2de ronde groep 1: 3de met 3 overwinningen                                                               |
| Cathérine Rousselet-Ceretti Brigitte Gapais-Dumont Marie-Chantal Depetris-Demaille Claudie Herbster-Josland Annick Level | floret team (v) | 4e        | 1ste ronde groep 1: 1ste met 2 overwinningen halve finale: V van Sovjet-Unie: 4-9 bronzen finale: V van Roemenië: 8-8-                               |

### Schietsport
| Olympiër        | Onderdeel          | Resultaat | Prestatie                          |
| --------------- | ------------------ | --------- | ---------------------------------- |
| Jean-Luc Loret  | 50m geweer liggend | 6e        | 596 punten: (100-99-100-100-99-98) |
| André Noël      | 50m geweer liggend | 32e       | 591 punten: (97-98-99-100-99-98)   |
| Paul Musso      | 50m pistool        | 51e       | 527 punten: (84-92-87-83-91-90)    |
| Louis Vignaud   | 50m pistool        | 32e       | 543 punten: (94-88-89-90-94-88)    |
| Jean-Paul Faber | skeet              | 35e       | 185 punten                         |
| Alain Plante    | skeet              | 18e       | 190 punten                         |
| Pierre Candelo  | trap               | 5e        | 195 punten                         |
| Michel Carrega  | trap               | 12e       | 193 punten                         |

### Turnen
| Olympiër | Onderdeel                | Resultaat | Prestatie     |
| --- | ------------------------ | --------- | ------------- |
| Michel Bouchonnet                                                                                           | meerkamp individueel (m) | 54e       | 108,10 punten |
| Christian Deuza                                                                                             | meerkamp individueel (m) | 65e       | 107,15 punten |
| Christian Guiffroy                                                                                          | meerkamp individueel (m) | 27e       | 110,00 punten |
| |                          |           |               |
| Nicole Bourdiau                                                                                             | meerkamp individueel (v) | 69e       | 69,05 punten  |
| Jacqueline Brisepierre                                                                                      | meerkamp individueel (v) | 35e       | 72,45 punten  |
| Mireille Cayre                                                                                              | meerkamp individueel (v) | 40e       | 71,75 punten  |
| Dominique Lauvard                                                                                           | meerkamp individueel (v) | 57e       | 70,15 punten  |
| Evelyne Letourneur                                                                                          | meerkamp individueel (v) | 19e       | 74,80 punten  |
| Françoise Nourry                                                                                            | meerkamp individueel (v) | 46e       | 70,75 punten  |
| Nicole Bourdiau Jacqueline Brisepierre Mireille Cayre Dominique Lauvard Evelyne Letourneur Françoise Nourry | meerkamp team (v)        | 7e        | 361,75 punten |

### Voetbal
| Olympiër | Onderdeel | Resultaat | Prestatie                                                                                           |
| --- | --------- | --------- | --------------------------------------------------------------------------------------------------- |
| Guy Delhumeau Dario Grava Bernard Goueffic Jean Lempereur Freddy Zix Michel Verhoeve Gilbert Planté Michel Delafosse Jean-Michel Larqué Alain Laurier Jean-Louis Hodoul Daniel Périgaud Yves Triantafyllo Daniel Horlaville Marc-Kanyan Case Charles Tamboueon Michel Parmentier Gérard Hallet Henri Ribul | mannen    | 5e        | groep A: 1ste W van Guinee: 3-1 W van Mexico: 4-1 V van Colombia: 1-2 kwartfinale: V van Japan: 1-3 |

| Groep A |           |             |             |             |             |            |            |            |        |
| #       | Land      | Wedstrijden | Wedstrijden | Wedstrijden | Wedstrijden | Doelpunten | Doelpunten | Doelpunten | Punten |
| #       | Land      | G           | W           | G           | V           | V          | T          | Saldo      | Punten |
| 1       | Frankrijk | 3           | 2           | 0           | 1           | 8          | 4          | +4         | 4      |
| 2       | Mexico    | 3           | 2           | 0           | 1           | 6          | 4          | +2         | 4      |
| 3       | Colombia  | 3           | 1           | 0           | 2           | 4          | 5          | -1         | 2      |
| 4       | Guinee    | 3           | 1           | 0           | 2           | 4          | 9          | -5         | 2      |

| Ronde       | Datum       | Plaats    | Land | Score    | Land |
| ----------- | ----------- | --------- | ---- | -------- | ---- |
| Groepsfase  |             |           |      |          |      |
| 13 oktober  | Puebla      | Frankrijk | 3-1  | Guinee   |      |
| 15 oktober  | Mexico-Stad | Frankrijk | 4-1  | Mexico   |      |
| 17 oktober  | Puebla      | Colombia  | 2-1  | Colombia |      |
| Kwartfinale |             |           |      |          |      |
| 20 oktober  | Mexico-Stad | Japan     | 3-1  | Colombia |      |

### Wielersport
| Olympiër                                                                         | Onderdeel                     | Resultaat | Prestatie |
| Baan                                                                             | Baan                          | Baan      | Baan |
| -------------------------------------------------------------------------------- | ----------------------------- | --------- | --- |
| Daniel Morelon                                                                   | sprint (m)                    | Goud      | serie 1: 1ste in 11,24 2de ronde: W van USA Mountford: 10,94 3de ronde: 1ste in 11,00 kwartfinale: W van NED Loevesijn: 2-0 halve finale: W van URS Pkhak'aze: 2-1 finale: W van ITA Turrini: 2-0 |
| Pierre Trentin                                                                   | sprint (m)                    | Brons     | serie 2: 1ste in 11,61 2de ronde: 1ste in 10,91 3de ronde: 1ste in 10,96 kwartfinale: W van FRG Barth: 2-0 halve finale: V van ITA Turrini: 0-2 bronzen finale: W van URS Pkhak'aze: 2-1          |
| Pierre Trentin                                                                   | tijdrit (m)                   | Goud      | 1.03,91 |
| Daniel Rébillard                                                                 | individuele achtervolging (m) | Goud      | kwalificatie: 3de in 4.42,15 kwartfinale: W van FRG Kratzer: 4.39,87 halve finale: W van AUS Bylsma: 4.41,80 finale: W van DEN Jensen: 4.41,71                                                    |
| Daniel Morelon Pierre Trentin                                                    | tandem (m)                    | Goud      | serie 2: W van MEX Munguia/Mendoza: 10,39 kwartfinale: W van FRG Kobusch/Stenzel: 2-0 halve finale: W van BEL Goens/Van Lancker: 2-0 finale: W van NED Jansen/Loevesijn: 2-0                      |
| Bernard Darmet Daniel Rébillard Jack Mourioux Alain van Lancker                  | ploegenachtervolging (m)      | Goud      | kwalificatie: 7de in 4.24,45 kwartfinale: V van Sovjet-Unie: 4.30,10 |
| Weg                                                                              |                               |           | |
| Stéphan Abrahamian                                                               | wegwedstrijd (m)              | 4e        | 4:43.36 |
| Daniel Ducreux                                                                   | wegwedstrijd (m)              | 33e       | 4:47.57 |
| Jean-Pierre Paranteau                                                            | wegwedstrijd (m)              | DNF       | niet gefinisht |
| Alain Vasseur                                                                    | wegwedstrijd (m)              | 20e       | 4:45.36 |
| Jean-Pierre Boulard Robert Bouloux Jean-Pierre Danguillaume Claude le Chatellier | ploegentijdrit (m)            | 15e       | 2:18.35,82 |

### Worstelen
| Olympiër             | Onderdeel   | Resultaat   | Prestatie |
| Vrije stijl          | Vrije stijl | Vrije stijl | Vrije stijl |
| -------------------- | ----------- | ----------- | --- |
| André Gaudinot       | -52kg (m)   | 15e         | 1ste ronde: V van KOR O 2de ronde: V van JPN Nakata |
| Guy Marchand         | -70kg (m)   | 11e         | 1ste ronde: W van PHI Salugata 2de ronde: W van AUS Marsh 3de ronde: V van IRI Movahed 4de ronde: V van MGL Sereeter                                                                 |
| Daniel Robin         | -78kg (m)   | Zilver      | 1ste ronde: W van SUI Martinetti 2de ronde: vrij 3de ronde: V van JPN Sasaki 4de ronde: V van URS Shakmuradov: gediskwalificeerd 5de ronde: W van USA Combs finale: V van TUR Atalay |
| Raymond Uytterhaeghe | +97kg (m)   | 8e          | 1ste ronde: V van ROU Stingu 2de ronde: W van CAN Geris 3de ronde: V van MGL Erdene-Ochir                                                                                            |
| Grieks-Romeins       |             |             | |
| André Gaudinot       | -52kg (m)   | 17e         | 1ste ronde: V van YUG Marinko 2de ronde: vrij |
| Guy Marchand         | -70kg (m)   | 17e         | 1ste ronde: W van ARG Vario 2de ronde: V van ITA Bellotti 3de ronde: V van JPN Munemara                                                                                              |
| Daniel Robin         | -78kg (m)   | Zilver      | 1ste ronde: W van AUS O'Brien 2de ronde: V van GDR Vesper 3de ronde: W van AUT Berger 4de ronde: W van HUN Bajko 5de ronde: W van ROU Taranu                                         |
| Raymond Uytterhaeghe | +97kg (m)   | 7e          | 1ste ronde: W van JPN Isogai 2de ronde: W van CAN Geris 3de ronde: V van HUN Kozma 4de ronde: V van SWE Svensson                                                                     |

### Zeilen
| Olympiër                                        | Onderdeel       | Resultaat | Prestatie                        |
| ----------------------------------------------- | --------------- | --------- | -------------------------------- |
| Philippe Soria                                  | finn            | 8e        | 80 punten: (1-10-14-9-7-25-10)   |
| Bertrand Cheret Bruno Trouble                   | flying dutchman | 6e        | 68 punten: (5-4-20-9-2-4-18)     |
| Michel Briand Michel Alexandre Pierre Blanchard | dragon          | 8e        | 81,4 punten: (13-3-12-17-7-3-14) |
| Pierre Breteche Gilles Buck Roger Tiriau        | 5,5m            | 10e       | 80 punten: (9-10-7-12-11-10-2)   |

### Zwemmen
| Olympiër                                                             | Onderdeel             | Resultaat    | Prestatie                                         |
| -------------------------------------------------------------------- | --------------------- | ------------ | ------------------------------------------------- |
| Bernard Gruener                                                      | 100m vrije slag (m)   | 26e          | serie 1: 3de in 56,2                              |
| Gérard Letast                                                        | 100m vrije slag (m)   | 42e          | serie 9: 5de in 57,2                              |
| Michel Rousseau                                                      | 100m vrije slag (m)   | 10e          | serie 1: 1ste in 54,9 halve finale 3: 3de in 54,5 |
| Gilles Moreau                                                        | 200m vrije slag (m)   | 18e          | serie 3: 3de in 2.02,7                            |
| Alain Mosconi                                                        | 200m vrije slag (m)   | 5e           | serie 6: 1ste in 2.00,1 finale: 5de in 1.59,1     |
| Michel Rousseau                                                      | 200m vrije slag (m)   | 11e          | serie 9: 1ste in 2.01,5                           |
| Francis Luyce                                                        | 400m vrije slag (m)   | 17e          | serie 1: 2de in 4.30,3                            |
| Alain Mosconi                                                        | 400m vrije slag (m)   | Brons        | serie 4: 1ste in 4.19,0 finale: 3de in 4.13,3     |
| Jean-François Ravelinghien                                           | 400m vrije slag (m)   | 18e          | serie 3: 3de in 4.30,7                            |
| Jean-François Ravelinghien                                           | 1500m vrije slag (m)  | 15e          | serie 4: 4de in 18.11,9                           |
| Michel Rousseau Gérard Letast Francis Luyce Alain Mosconi            | 4x200m vrije slag (m) | finale       | serie 2: 2de in 8.11,2                            |
|                                                                      |                       |              |                                                   |
| Catherine Grosjean                                                   | 100m vrije slag (v)   | 27e          | serie 3: 4de in 1.04,9                            |
| Simone Hanner                                                        | 100m vrije slag (v)   | 17e          | serie 4: 4de in 1.03,8                            |
| Claude Mandonnaud                                                    | 100m vrije slag (v)   | halve finale | serie 1: 1ste in 1.03,2                           |
| Danièle Dorléans                                                     | 200m vrije slag (v)   | 21e          | serie 1: 5de in 2.21,7                            |
| Marie-José Kersaudy                                                  | 200m vrije slag (v)   | 12e          | serie 5: 2de in 2.18,0                            |
| Claude Mandonnaud                                                    | 200m vrije slag (v)   | 6e           | serie 2: 2de in 2.15,8 finale: 6de in 2.14,9      |
| Marie-José Kersaudy                                                  | 400m vrije slag (v)   | 12e          | serie 4: 2de in 4.57,3                            |
| Dominique Mollier                                                    | 400m vrije slag (v)   | 17e          | serie 2: 3de in 5.00,5                            |
| Sylvie Canet                                                         | 100m rugslag (v)      | 7e           | serie 5: 1ste in 1.10,4 finale: 7de in 1.09,3     |
| Kiki Caron                                                           | 100m rugslag (v)      | halve finale | serie 1: 3de in 1.10,5                            |
| Bénédicte Duprez                                                     | 100m rugslag (v)      | halve finale | serie 5: 3de in 1.11,6                            |
| Sylvie Canet                                                         | 200m rugslag (v)      | 13e          | serie 5: 4de in 2.36,1                            |
| Kiki Caron                                                           | 200m rugslag (v)      | 23e          | serie 2: 4de in 2.40,5                            |
| Bénédicte Duprez                                                     | 200m rugslag (v)      | 8e           | serie 5: 3de in 2.34,5 finale: 8ste in 2.36,6     |
| Catherine Grosjean                                                   | 100m vlinderslag (v)  | 23e          | serie 2: 7de in 1.14,6                            |
| Danièle Dorléans                                                     | 200m wisselslag (v)   | 15e          | serie 5: 3de in 2.39,5                            |
| Marie-José Kersaudy Simone Hanner Danièle Dorléans Claude Mandonnaud | 4x100m vrije slag (v) | finale       | serie 1: 2de in 4.15,4                            |

Afghanistan · Algerije · Amerikaanse Maagdeneilanden · Argentinië · Australië · Bahama's · Barbados · België · Bermuda · Birma · Bolivia · Bondsrepubliek Duitsland · Brazilië · Brits-Honduras · Bulgarije · Canada · Centraal-Afrikaanse Republiek · Ceylon · Chili · Colombia · Congo-Kinshasa · Costa Rica · Cuba · Denemarken · Dominicaanse Republiek · Duitse Democratische Republiek · Ecuador · El Salvador · Ethiopië · Fiji · Filipijnen · Finland · Frankrijk · Ghana · Griekenland · Groot-Brittannië · Guatemala · Guinee · Guyana · Honduras · Hongarije · Hongkong · Ierland · IJsland · India · Indonesië · Irak · Iran · Israël · Italië · Ivoorkust · Jamaica · Japan · Joegoslavië · Kameroen · Kenia · Koeweit · Libanon · Libië · Liechtenstein · Luxemburg · Madagaskar · Maleisië · Mali · Malta · Marokko · Mexico · Monaco · Mongolië · Nederland · Nederlandse Antillen · Nicaragua · Nieuw-Zeeland · Niger · Nigeria · Noorwegen · Oeganda · Oostenrijk · Pakistan · Panama · Paraguay · Peru · Polen · Portugal · Puerto Rico · Roemenië · San Marino · Senegal · Sierra Leone · Singapore · Soedan · Sovjet-Unie · Spanje · Suriname · Syrië · Taiwan · Tanzania · Thailand · Trinidad en Tobago · Tunesië · Turkije · Tsjaad · Tsjecho-Slowakije · Uruguay · Venezuela · Verenigde Arabische Republiek · Verenigde Staten · Vietnam · Zambia · Zuid-Korea · Zweden · Zwitserland